# Joakim Bukdal
Joakim Bukdal (født 4. september 1994 i Nykøbing Falster) er en dansk forhenværende cykelrytter og nuværende forretningsdrivende. Han har kørt for UCI kontinentalhold, og driver i dag Cranks & Coffee i Klampenborg.

## Cykling
Bukdal er født og opvokset i Nykøbing Falster. I konfirmationsgave fik han som 13-årig sin første racercykel. Herefter blev han meldt ind i Lolland-Falster Cykle Klub, hvor han kørte til og med 2010. I 2011 kørte han for Amager Cykle Ring, inden det sidste år som juniorrytter blev brugt hos Team ABC Junior.
Da Joakim Bukdal blev seniorrytter i 2013 skiftede han til UCI kontinentalholdet Team Designa Køkken-Knudsgaard, hvor han kørte én sæson. I 2014 lavede Arbejdernes Bicycle Club et nyt U23-elitehold, og her kørte Bukdal i to sæsoner, inden han fra 2016 igen blev en del af en kontinentalhold. Det var hos det nyetablerede danske hold Team Giant Scatto U23. Selvom han i første omgang havde forlænget aftalen til 2017, valgte Bukdal i januar at indstille sin karriere som cykelrytter på eliteniveau.

## Cranks & Coffee
Sammen med Simon Andreassen og Emil Vestergaard Brandt åbnede Joakim Bukdal i marts 2017 caféen og cykeltøjbutikken Cranks & Coffee i Klampenborg. Den var primært henvendt til cykelryttere og entusiaster. Senere kom Simon Guldhammer, tøjfabrikanten Pas Normal Studios og cykelrytter Casper Pedersen med i ejerkredsen. I 2025 var de to sidstnævnte og Joakim Bukdal eneste ejere af selskabet. Fra 2025 etablerede de cykelholdet Team Cranks.